# Jelena Genčić
Jelena Genčić (IPA jělena ɡěntʃitɕ; in serbo-croato Јелена Генчић?; Belgrado, 9 ottobre 1936 – Belgrado, 1º giugno 2013) è stata una pallamanista, giocatrice e allenatrice di tennis jugoslava proveniente dalla Serbia.
Si è inoltre distinta come regista televisiva.
Ha scoperto, seguito i primi passi e contribuito al lancio di futuri campioni e campionesse quali Monica Seles, Novak Đoković, Goran Ivanišević, Mima Jaušovec e Iva Majoli, che avrebbero conquistato in totale 36 titoli del Grande Slam in singolare (Djokovic 24, Seles 9, Ivanišević, Jaušovec e Majoli 1). È stata definita uno dei migliori coach di tennis di tutti i tempi e una dei grandi del tennis serbo/jugoslavo.

## Biografia

### Infanzia, origini e istruzione
Era una dei sette figli dell'austriaca Hermina e di Jovan Genčić, proveniente dalla facoltosa famiglia serba Genčić. Il nonno Lazar Genčić aveva studiato Medicina a Vienna ed era diventato uno dei primi chirurghi serbi; aveva inoltre fondato e diretto un ospedale militare quando era generale dell'esercito serbo durante la campagna di Serbia della prima guerra mondiale. Il prozio Đorđe Genčić era stato ministro dell'Interno durante il governo di Nikola Pašić e uno degli ideatori del colpo di Stato del 1903 che aveva portato alla morte del re Alessandro I.
Jelena Genčić si laurea in Storia dell'arte alla facoltà di Filosofia dell'Università di Belgrado e in seguito si laurea anche in Psicologia.

### Carriera agonistica

#### Pallamano
Nei primi anni di agonismo, Genčić si dedica contemporaneamente alla pallamano e al tennis. Gioca come portiere nella squadra femminile di pallamano della Stella Rossa di Belgrado sia nel campionato a 11 all'aperto sia in quello indoor. Arriva a vestire la maglia della nazionale jugoslava, con la quale si classifica quinta ai Mondiali all'aperto del 1956 in Germania Ovest e conquista il bronzo alla prima edizione dei Mondiali indoor, giocata nel 1957 in Jugoslavia.

#### Tennis
Inizia giocare a tennis nel 1948, all'età di 11 anni, e nel 1954 disputa il torneo juniores di Wimbledon. Nel 1963 si ritira dalla pallamano per dedicarsi esclusivamente al tennis. Oltre a giocare per il club tennistico del Partizan Belgrado, Genčić prende parte a diversi tornei in giro per il mondo. Nel 1968, con l'avvento del tennis professionistico, continua a giocare e inizia la carriera di dirigente nel consiglio di amministrazione del tennis club Partizan.

### Allenatrice di tennis
Incomincia ad allenare occasionalmente già verso fine carriera di giocatrice e dopo il ritiro, avvenuto nel 1976, diventa allenatrice di professione. Nei successivi 30 anni avrà un ruolo fondamentale nel lancio dei nuovi talenti jugoslavi prima e serbi dopo. Tra le prime grandi giocatrici di cui si prende cura vi è Mima Jaušovec, che raggiungerà il 6º posto del ranking WTA e trionferà nell'Open di Francia 1977 in singolare e nel 1978 in doppio. Qualche anno dopo segue i primi passi di Monica Seles, che in seguito dominerà la scena mondiale del tennis diventando la n. 1 del mondo, e subito le predice un grande futuro. Nello stesso periodo allena il giovane croato Goran Ivanišević, futuro n. 2 del mondo e campione al torneo di Wimbledon 2001. Negli ultimi anni del periodo jugoslavo allena anche Iva Majoli, che a sua volta vincerà l'Open di Francia nel 1997 e diventerà la n. 4 del ranking.
Con la dissoluzione della Jugoslavia nel 1990, restringe il suo campo d'azione sui nuovi talenti serbi. Nell'estate del 1993 nota Novak Đoković, che a quel tempo aveva sei anni, mentre sta assistendo a una sua lezione di tennis nel resort montano di Kopaonik, dove i genitori del bimbo gestivano alcune attività commerciali. Lo invita a presentarsi con l'equipaggiamento necessario per la prima lezione e Djokovic accetta. Subito Genčić si accorge del suo talento e, dopo tre sedute, convince i genitori che il loro figlio diventerà un grande del tennis mondiale e ad assecondarne il talento. Sarà la sua coach nei primi 5 anni e contribuisce alla formazione del campione serbo, il quale in seguito dichiarerà con gratitudine di aver imparato molto da lei. È lei a convincerlo a colpire di rovescio a due mani, e Djokovic rinuncia al rovescio a una mano del suo idolo Pete Sampras. Donna di grande cultura, impartisce all'allievo anche lezioni su letteratura e musica classica.
Continua a lavorare come allenatrice fino ad almeno 74 anni di età. Muore a Belgrado il 1º giugno 2013, a 76 anni.

### Regista televisiva
Genčić ha lavorato anche come regista televisiva per conto della televisione di Stato Televizija Beograd (TVB), che sarebbe stata ribattezzata Radio-televizija Srbije. In questo ambito si occupa raramente di sport e si dedica soprattutto a produzioni di arte e cultura, in particolare di programmi riguardanti la storia dell'arte serba, musica classica e teatro.